# Unterseeboot UC-110
Pour les autres navires du même nom, voir Unterseeboot 110.
L'Unterseeboot UC-110 est un sous-marin (U-Boot) mouilleur de mines allemand de type UC III utilisé par la Kaiserliche Marine pendant la Première Guerre mondiale.

## Conception
Sous-marin allemand de type UC III, l'UC-110 avait un déplacement de 491 tonnes en surface et de 571 tonnes en plongée. Il avait une longueur hors tout de 56,51 m, un maître-bau de 5,54 m et un tirant d'eau de 3,77 m. Le sous-marin était propulsé par deux moteurs diesel 6 cylindres à quatre temps produisant chacun 300 ch (220 kW), soit un total de 600 ch (440 kW), et par deux moteurs électriques produisant 770 ch (570 kW), actionnant deux arbres d'hélice.
Le sous-marin avait une vitesse maximale de 11,5 nœuds (21,3 km/h) en surface et de 6,6 nœuds (12,2 km/h) en immersion. Son autonomie était de 11050 milles marins (18240 km) à 7 nœuds (13 km/h) en surface, et de 40 milles marins (74 km) à 4,5 nœuds (8,3 km/h) en immersion. Il lui fallait 15 secondes pour plonger, et il était capable d’opérer à une profondeur maximale de 75 mètres.
L'UC-110 était équipé de trois tubes lance-torpilles de 500 mm, un à l’arrière et deux à l’avant, avec sept torpilles, et d’un canon de pont de 10,5 cm SK L/45 ou de 8,8 cm SK L/30. Mais son arme principale était ses six puits de mine de 1000 mm portant dix-huit mines UC 200. Son effectif était de vingt-six membres d’équipage.

## Carrière
Le sous-marin a été lancé le 6 juillet 1918 et achevé le 16 décembre 1918. Parce que l'UC-110 a été terminé après la fin des combats, il n’a jamais été mis en service dans la marine impériale allemande. S’il avait été mis en service, il aurait été nommé UC-110. L'UC-110 s’est rendu aux Alliés à Harwich en 1919, conformément aux exigences de l’armistice avec l’Allemagne. Il a été retenu par le Royaume-Uni pour d’éventuels travaux expérimentaux, mais a finalement été désarmé à Portsmouth jusqu’à ce qu’il soit sabordé dans la Manche le 1er juillet 1920.